# Lee Tamahori
Warren Lee Tamahori (Wellington, 17 giugno 1950) è un regista neozelandese.

## Biografia
Di origini Maori da parte di padre e britanniche da parte di madre, Tamahori ha iniziato a lavorare negli anni settanta come fotografo e regista di spot pubblicitari. Negli anni ottanta inizia a lavorare come aiuto regista fino al 1994, quando debutta alla regia con il suo primo lungometraggio, Once Were Warriors - Una volta erano guerrieri. Grazie al successo del film, in seguito inizia a lavorare a Hollywood, dove dirige i film Scomodi omicidi, L'urlo dell'odio e Nella morsa del ragno.
Nel 2002 dirige La morte può attendere, ventesimo capitolo delle avventure dell'agente segreto James Bond, l'ultimo interpretato da Pierce Brosnan. Dopo aver diretto un episodio della serie tv I Soprano (ep. 3, st. 2: Il ritorno di Richie Aprile), nel 2007 dirige il film di fantascienza Next, tratto da un racconto di Philip K. Dick.
Nel gennaio del 2006 Tamahori è stato arrestato a Los Angeles per adescamento e prostituzione: vestito da donna, il regista ha cercato di proporre un rapporto sessuale ad un poliziotto in borghese.

## Filmografia
- Once Were Warriors - Una volta erano guerrieri (Once Were Warriors) (1994)
- Scomodi omicidi (Mulholland Falls) (1996)
- L'urlo dell'odio (The Edge) (1997)
- Nella morsa del ragno (Along Came a Spider) (2001)
- La morte può attendere (Die Another Day) (2002)
- xXx 2: The Next Level (xXx: State of the Union) (2005)
- Next (2007)
- The Devil's Double (2011)
- The Patriarch (2016)
- The Convert (2023)